# ジェノヴァ湾

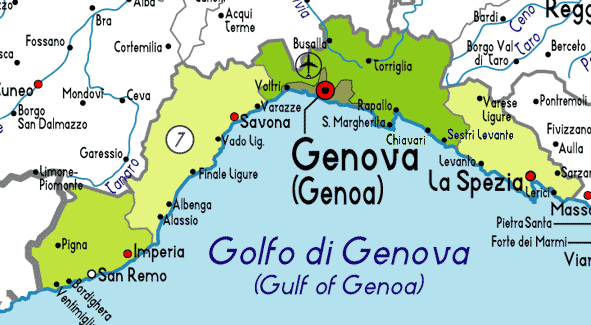
ジェノヴァ湾

ジェノヴァ湾 （ジェノヴァわん、イタリア語: Golfo di Genova、リグリア語:Górfo de Zena） はリグリア海北部の湾。『コンサイス 外国地名事典』（1998年）の定義によれば、ジェノヴァ湾は西端をメーレ岬、東をラ・スペツィアのポルトヴェーネレ岬で囲まれるエリアとされ、湾への入り口の距離は170キロメートルである。海岸はリヴィエラと呼ばれ、リゾート地となっている。主要な港としてはジェノヴァ、サヴォーナ、インペリアが挙げられる。その北にはアルプス山脈がそびえ風除けの役目を果たし北風をさえぎるため、年間をとおして温和な気候が確保されている。
湾の外はリグリア海、さらに南へ行けばフランス領のコルシカ島がある。
1991年4月、ジェノヴァ湾内においてタンカーの火災をともなう石油流出事故があった

。積載していた石油の7割方はタンカー炎上の際に燃えたものの、残りの一部（23％）は海上に流出してしまった。燃えた割合が多かったため全流出を想定した場合と比べれば限定的とはいえるが、近隣の漁業資源には影響があったという報告がある。